# Henri Dauban de Silhouette
Henri Léon Ernest Dauban de Silhouette (ur. 7 lipca 1901 w Silhouette, zm. 23 maja 1991 w Mont Fleuri) – brytyjski lekkoatleta, olimpijczyk.

## Życiorys
Urodził się na seszelskiej wyspie Silhouette jako syn Edouarda. Był członkiem prominentnej rodziny posiadającej wyspę Silhouette na własność. Jego przodkowie pochodzili z Francji, w której się kształcił. Spędził nieco ponad rok w Wielkiej Brytanii, pracując dla firmy handlowej. W czerwcu 1923 roku dołączył do tamtejszego klubu sportowego Blackheath Harriers, który opuścił pod koniec 1924 roku. 
Trenował rzut oszczepem. W czasie pobytu w Wielkiej Brytanii wziął udział m.in. w konkursie rzutu oszczepem podczas Letnich Igrzysk Olimpijskich 1924 – zajął 27. miejsce wśród 29 oszczepników (44,70 m). Ponadto w tym samym roku zajął drugie miejsce w AAA Championships i zwyciężył w zawodach kolonii południowych.
Po pobycie w Europie wrócił na Silhouette, gdzie kontynuował rodzinny biznes plantacyjny.